# Anjou Károly nápolyi királyi herceg
Anjou Károly (Nápoly, 1345. december 25. – Visegrád, 1348. május 10./június 19.), ragadványneve: Martell Károly, olaszul: Carlo Martello d'Angiò, franciául: Charles Martel d'Anjou, születése jogán nápolyi királyi herceg és a nápolyi trónörökösöket megillető Calabria hercege, apja, András (Endre) nápolyi király és magyar királyi herceg révén magyar királyi herceg és apja halálával az ekkor még gyermektelen I. Lajos magyar király trónörököse. Apja halála után jött a világra. A(z) (harmadik) Anjou-ház magyar ágának a tagja.

## Élete
András (Endre) nápolyi király és magyar királyi herceg, valamint I. Johanna nápolyi királynő egyetlen, utószülött gyermeke. Már anyja méhében tanúja volt apja meggyilkolásának, akit 1345. szeptember 18-án Aversában a várandós felesége közvetlen környezetében fojtottak meg. Johanna bűnössége a gyilkosságban mai napig tisztázatlan maradt. A pápa felmentette a gyilkosság vádja alól, de a magyar királyi udvar Johannát mindvégig férjgyilkosnak tartotta. Három hónappal később, 1345. december 25-én Johanna megszülte gyermekét, egy fiút, akit dédapja, Anjou Martell Károly után „Martell” Károlynak neveztek el.
A kis herceget 1347-ben eljegyezték az unokatestvérével, Johanna királynő húgának, Mária nápolyi hercegnőnek és idősebb Durazzói Károlynak a legidősebb lányával, Johannával.
I. (Nagy) Lajos magyar király 1347 végén büntetőhadjáratot indított Johanna megbuktatására, aki 1348. január 15-én a fia nélkül elmenekült az országból, és az Avignonban regnáló pápa védnöksége alá helyezte magát. A kis „Martell” Károlyt, akit a nagybátyja, a magyar király elismert az öccse fiának, még 1348 elején Budára küldte, és a nagyanyja, Piast Erzsébet magyar királyné gondaira bízta. A kis herceg nem hagyott kétségeket a származása felől, hiszen az apja kiskori mása volt, ezért elismerték András törvényes fiának. A gyermek Károlyt nem csak a nápolyi trón jogos örökösének tekintették, hanem mivel Nagy Lajos ekkor még gyermektelen volt, és Endre herceg volt a másodszülött, így az ő jogán Magyarország trónörököse is volt, megelőzve I. Károly magyar király harmadszülött fiát, István herceget is, aki bátyja távollétében a régensi tisztséget töltötte be ekkoriban.
Az 1348/49-ben dúló pestisjárványban, amely miatt a hadjáratot is meg kellett szakítania Nagy Lajosnak, a magyar királyi ház két prominens tagja is életét vesztette. 1348-ban nem sokkal Magyarországra érkezése után a kis trónörökös  Visegrádon elhunyt. A magyar királyné, a 14 éves Luxemburgi Margit a következő évben követte őt a halálba. A két és féléves Károly herceget Székesfehérvárott helyezték örök nyugalomra.

### Szakirodalom
- Kulcsár Zsuzsanna: Nápolyi Johanna in K. Zs.: Rejtélyek és botrányok a középkorban, Gondolat, Budapest, 277–306, 1984. ISBN 963-281-359-6
- Dümmerth Dezső: Az Anjou-ház nyomában, Panoráma, Budapest, 1982.

### Szépirodalom
- Passuth László: Nápolyi Johanna, Szépirodalmi Könyvkiadó, Budapest, 1968. URL: L. Külső hivatkozások